# Gerecse
De Gerecse (spreek uit als: Geretsje) of het Gerecsegebergte is een onderdeel van het Transdanubisch Middelgebergte. De Gerecse maakt onderdeel uit van de Dunazug-bergen die gelegen zijn in de Donaubocht of Donauknie. De Gerecse is hiervan het meest westelijk gelegen deel.
De gemiddelde hoogte van het gebergte is 400 meter, het gebied beslaat 850 km². De hoogste top is de Nagy-Gerecse met een hoogte van 634 meter.
Het gebergte wordt gescheiden van het Pilisgebergte door het bekken van Dorog en van het Buda-gebergte door het bekken van Zsámbék.